# Zygothrica zaprionides
Zygothrica zaprionides är en tvåvingeart som beskrevs av Tsacas 1990. Zygothrica zaprionides ingår i släktet Zygothrica och familjen daggflugor. Inga underarter finns listade i Catalogue of Life.